# David Muntaner
Pour les articles homonymes, voir Muntaner.
Muntaner  Jauneda est un nom espagnol. Le premier nom de famille, en général paternel, est Muntaner ; le second, en général maternel, souvent omis, est Jauneda.
Sebastián David Muntaner Juaneda, né le 12 juillet 1983 à Palma de Majorque, est un coureur cycliste espagnol, spécialiste de la piste. Il est champion du monde de l'américaine avec Albert Torres aux championnats du monde de 2014.

## Palmarès sur piste

### Jeux olympiques
- Pékin 2008
  - Demi-finaliste de la poursuite par équipes

### Championnats du monde
- Apeldoorn 2011
  - 5e de l'américaine
  - 5e de la poursuite par équipes
- Minsk 2013
  -  Médaillé d'argent de l'américaine (avec Albert Torres)
- Cali 2014
  -  Champion du monde de l'américaine (avec Albert Torres)
  - 5e de la poursuite par équipes
  - 10e de la poursuite individuelle
- Saint-Quentin-en-Yvelines 2015
  - 4e de l'américaine

### Coupe du monde
- 2005-2006
  - 3e de la poursuite par équipes à Los Angeles
- 2008-2009
  - 1er de l'américaine à Melbourne (avec Unai Elorriaga)
  - 2e de la poursuite par équipes à Melbourne
  - 2e de la poursuite par équipes à Copenhague
- 2009-2010
  - 2e de la poursuite à Manchester
- 2010-2011
  - 3e de la poursuite par équipes à Cali
  - 3e de la poursuite par équipes à Manchester
- 2011-2012
  - 3e de l'américaine à Pékin
- 2012-2013
  - 2e de l'omnium à Cali
  - 3e de la poursuite à Glasgow
- 2013-2014
  - 1er de l'américaine à Melbourne (avec Albert Torres)

### Championnats d'Europe
- Apeldoorn 2013
  -  Médaillé d'argent de l'américaine

### Championnats d'Espagne
- Champion d'Espagne de poursuite juniors : 2000
- Champion d'Espagne de course aux points juniors : 2000
- Champion d'Espagne de poursuite espoirs : 2002
- Champion d'Espagne du scratch : 2003, 2009 et 2012
- Champion d'Espagne de poursuite par équipes : 2008, 2011, 2012, 2013 et 2015
- Champion d'Espagne de poursuite : 2009, 2011 et 2012
- Champion d'Espagne de vitesse par équipes :  2010
- Champion d'Espagne de l'omnium :  2010 et 2011
- Champion d'Espagne de course à l'américaine :  2010, 2011, 2012 et 2013 (avec Albert Torres)
- Champion d'Espagne de course aux points :  2011 et 2013

## Palmarès sur route

### Par année
- 2000
  - 2e du championnat d'Espagne du contre-la-montre juniors
  - 10e du championnat du monde du contre-la-montre juniors
- 2001
  -  Champion d'Espagne du contre-la-montre juniors
  - 2e de la Vuelta al Besaya
- 2013
  - Tour of the Gila amateurs :
    - Classement général
    - 3e étape (contre-la-montre)

  - 2e du championnat d'Espagne du contre-la-montre amateurs
- 2014
  - Champion des Îles Baléares du contre-la-montre

### Classements mondiaux
| Année           | 2010   |
| --------------- | ------ |
| UCI Europe Tour | 1 186e |